# Jacques Lacan
Jacques Marie Émile Lacan (n. 13 aprilie 1901, Paris, Île-de-France, Franța – d. 9 septembrie 1981, Paris, Île-de-France, Franța) a fost un proeminent psihanalist și psihiatru francez, cu contribuții remarcabile în psihanaliză, filosofie și teoria literară.

## Biografie profesională
A susținut cursuri la Paris, între 1953 și 1981, fiind un influent intelectual francez al anilor 1960 și 1970, făcând parte din filosofii curentelor postmodernismului și poststructuralismului și având multe idei și abordări comune suprarealismului.
Activitatea sa interdisciplinară freudiană a fost caracterizată de preocupări pentru inconștient, complexul castrării, ego, identificare și limbaj ca percepție subiectivă.